# Fiamenga
Fiamenga è una frazione del comune di Foligno, facente parte della Circoscrizione n. 2 “Borroni–Corvia–Scafali–Sterpete–Cave–Casevecchie–Budino–Fiamenga–Maceratola”. Il paese costituisce oramai un continuum con la periferia di Foligno.
Secondo i dati Istat del 2001, la frazione conta 439 abitanti.
Il paese, completamente pianeggiante, si stende lungo il diverticulum della "via Flaminia vetus" (S.S. 316 "dei Monti Martani") ad una altitudine di 216 m s.l.m., ed è posto a metà strada tra i centri abitati di Foligno e Bevagna.

## Storia
L'antico nome di Fiamenga è Filecto o Filetto, il cui significato sembra essere "canneto". La zona, infatti, era paludosa e fu bonificata con ripetuti interventi a partire dall'alto Medioevo.
La presenza romana è dimostrata tra l'altro da due tombe, ben conservate, perfettamente visibili dalla S.S. 316.
Il nome attuale sembra invece derivare dall'aggettivo flaminica, cioè "di pertinenza della via Flaminia".

## Economia e manifestazioni
Fiamenga è nota nel comprensorio folignate per la Sacra Rappresentazione del Venerdì Santo, che coinvolge circa 250 tra attori e comparse, in costume d'epoca. La sua origine documentata risale al 1867, quando l'allora vicario economo della parrocchia fece introdurre la Processione della Penitenza nella notte del Venerdì Santo.
Nel mese di settembre, dal 1979, si svolge invece la Festa della Vendemmia. Tra le iniziative si ricorda l'allestimento di una mostra-museo dell'antica civiltà contadina locale.

## Monumenti e luoghi d'interesse

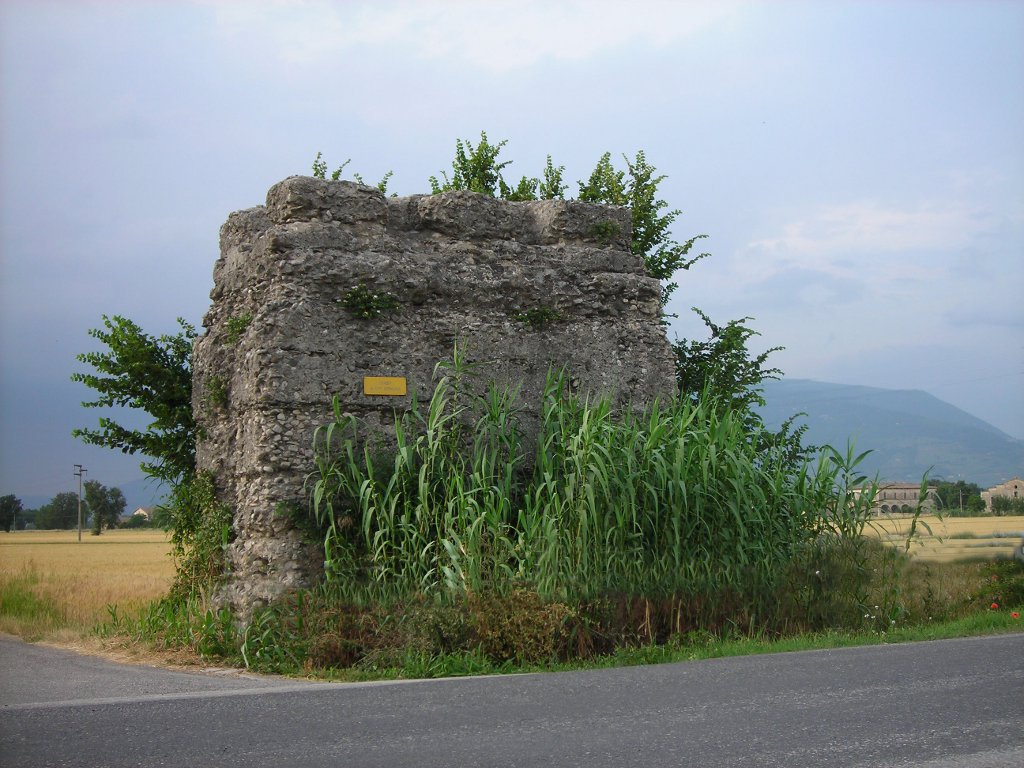
La seconda, meno imponente, tomba romana.

### Chiesa di S. Giovanni Evangelista
A cavallo tra l'XI secolo ed il XII secolo fu eretta la chiesa di San Giovanni Evangelista, l'attuale sede parrocchiale del paese. Non si conosce il periodo preciso di edificazione della chiesa, anche se si è certi della sua esistenza già nel 1138, grazie ad una bolla di Innocenzo II, nella quale si indica la presenza di una chiesa nella località chiamata Filetto, dedicata a San Giovanni Evangelista, suo protettore.
Il nucleo centrale dell'edificio doveva essere a croce greca, ma la chiesa a seguito di successivi interventi fu ingrandita e nel XVIII secolo assunse l'attuale configurazione a croce latina. Nel 1710 fu terminata la navata principale mentre nel 1739, a seguito di un incendio che bruciò la porta principale, la chiesa venne risistemata. Nel 1830 fu interamente ripulita dal pittore Antonio Berti che procedette anche al restauro del tetto dalla parte della facciata minore mentre, nel 1835, venne risistemata la volta e la casa parrocchiale, distrutte dopo i terremoti di quell'epoca. Fu probabilmente in questo periodo che gli affreschi, attualmente visibili, furono coperti con l'intonaco.
Successivamente la chiesa ha subito numerosi abbellimenti e restauri. Nel 1911 fu ridato un aspetto definitivo all'interno della chiesa sotto la direzione del pittore Scaramucci di Foligno e, nel 1913, fu costruita, sulla base di un nuovo disegno adattato all'interno, la facciata esterna principale e restaurata ancora quella laterale.
Le opere più recenti di restauro e consolidamento sono state completate nel 2001, in conseguenza del violento terremoto del 26-27 settembre 1997. Grazie a tali interventi sono tornati alla luce gli affreschi della cupola, attribuiti ad artisti della scuola bolognese del Settecento.

#### La cupola
L'affresco della cupola raffigura la visione dell'Apocalisse descritta dall'evangelista Giovanni: troviamo, infatti, la raffigurazione della lotta tra il drago, iconografia del demonio, e gli arcangeli, guidati da San Michele. Al centro, sopra il presbiterio, compare la visione di una “donna vestita di sole con la luna sotto i suoi piedi e sul suo capo una corona di dodici stelle” (Ap. 12,1). La donna, identificata con Maria, reca le ali di un'aquila “per volare nel deserto verso il rifugio preparato per lei” (Ap. 12,14) ed inoltre è rappresentata incinta. È questa un'iconografia molto rara per l'epoca nella quale l'affresco fu eseguito.
Emerge, inoltre, anche la figura di San Giovanni Evangelista, colto nell'atto di scrivere (l'aquila è anche il suo simbolo).
Nelle quattro vele che sorreggono la cupola, sono rappresentati i quattro Dottori della Chiesa Occidentale: sant'Ambrogio, san Girolamo, sant'Agostino e san Gregorio.

### Chiesa di Santa Maria delle Vittorie
La chiesa di Santa Maria delle Vittorie, anche nota come chiesa di Maria Santissima di Costantinopoli, è la più antica chiesa di Fiamenga, eretta intorno all'anno 1000, con tracce di affreschi originali dell'epoca. Si trova a breve distanza dalla parrocchiale.

## Sport
Alla fine del mese di maggio a Fiamenga si tiene, all'interno della manifestazione denominata "Festa dello Sport", una delle più antiche gare podistiche dell'Umbria, il "Trofeo Filecto", che si snoda per le campagne intorno al paese su un percorso di 12,3 km. A questa manifestazione fanno da cornice la gara regionale di Cross Country denominata "Memorial Giuseppe Bordoni" e un torneo giovanile di pallavolo.

### Associazioni sportive
- Unione Sportiva Fiamenga (1974).